# Guldenkop
Chrysophrys auratus is een straalvinnige vissensoort uit de familie van de zeebrasems (Sparidae). De wetenschappelijke naam van de soort is, als Labrus auratus, voor het eerst geldig gepubliceerd in 1801 door Forster.

## Kenmerken
De bovenzijde van de kop wordt gesierd met een tussen de ogen doorlopende gouden band. Het lichaam is hoog met een gebogen ruglijn. De lichaamskleur is metaalgrijs met een groene weerschijn over de rug. De kieuwdeksels bevatten een heldere, oranje vlek. De kaken zijn bezet met drie vergrote en spitse tanden beiderzijds, gevolgd door platte kiezen, die naar achteren toe groter worden. De lengte bedraagt ongeveer 60 cm.

## Verspreiding en leefgebied
Deze soort komt voor in het oostelijk deel van de Atlantische Oceaan en de Middellandse Zee boven zandige- of grindbodems. In de lente vindt men de vis ook wel in havens en riviermonden. Deze soort komt ook in Australië voor en wordt daar "snapper" genoemd. 